# Hans Brandenburg (Autohaus)
Die Hans Brandenburg GmbH mit Sitz in Düsseldorf war bis 2024 die Obergesellschaft von vier Autohäusern.
Die Autohäuser sind Vertragshändler für BMW, Mini  mit Standorten in Mettmann, Düsseldorf, Dormagen und Hilden und KIA (Hilden und Mettmann).

## Geschichte
Das Autohaus wurde 1969 in Düsseldorf-Garath vom Kaufmann Hans Brandenburg und dem Kfz-Meister Harald Wolf als Brandenburg & Wolf oHG gegründet. 1979 erfolgte der Umzug nach Düsseldorf-Hellerhof. 1990 zog sich Harald Wolf aus dem Unternehmen zurück, das von Hans Brandenburg alleine weitergeführt und 1991 in die Hans Brandenburg GmbH umgewandelt wurde. 1999 wurde Automobile Kesting in Hilden übernommen und in Hans Brandenburg GmbH Hilden umbenannt. 2002 erfolgte der Neubau eines Autohauses in Mettmann. 2008 wurde das BMW-Autohaus Huntgeburth in Dormagen übernommen und in Hans Brandenburg GmbH Dormagen umbenannt.
Die Hans Brandenburg war Hauptsponsor des Fußballvereines SV Hilden-Nord sowie Sponsor des Hellerhofer Sportvereines und des VfL Benrath.
1994 wurde der Sohn des Unternehmensgründers, Ralf Brandenburg, Geschäftsführer. Er war für die Filialen in Hilden und Mettmann zuständig.
1999 wurde Ralf Niebel, der Schwiegersohn Hans Brandenburgs, Geschäftsführer.
2020 starb der Unternehmensgründer Hans Brandenburg im Alter von 83 Jahren.
Im Januar 2024 wurde bekannt, dass die Procar-Gruppe die Hans Brandenburg GmbH vollständig übernehmen will. Ein entsprechender Antrag beim Bundeskartellamt wurde im Februar 2024 genehmigt.

## Trivia
Panagiota Petridou, ehemalige Autoverkäuferin des Unternehmens, spielte von 2012 bis 2021 die Hauptrolle in der VOX-Doku-Soap Biete Rostlaube, suche Traumauto.